# Illja Kvasnycja
Illja Serhijovyč Kvasnycja (in ucraino Ілля Сергійович Квасниця?; trasl. angl. Illya Kvasnytsya; Dorošivci, 20 marzo 2003) è un calciatore ucraino, attaccante del Karpaty in prestito dal Ruch L'viv.

## Carriera

### Club
Ha iniziato a giocare a calcio nel settore giovanile del Bukovyna Černivci, dove ha militato dal 2015 al 2018 escluso un breve periodo nel 2017 allo Šachtar. Successivamente ha trascorso due anni al Karpaty e tre con il Ruch L'viv, dove ha debuttato a livello professionistico il 7 dicembre 2022 nell'incontro di prima divisione ucraina pareggiato 2-2 contro il Čornomorec'; il 6 agosto 2023 ha segnato il suo primo gol in carriera nell'incontro vinto 4-1 contro il Vorskla.
Il 20 gennaio 2025 è stato ceduto in prestito con obbligo di riscatto al Karpaty, dove aveva già giocato a livello giovanile, e con cui ha trascorso la seconda metà della stagione 2024-2025 nella prima divisione ucraina, in cui ha giocato ulteriori 7 partite.

### Nazionale
Ha giocato con le nazionali giovanili ucraine Under-17, Under-19 ed Under-21.

## Statistiche

### Presenze e reti nei club
Statistiche aggiornate al 7 giugno 2025.
| Stagione          | Squadra           | Campionato        | Campionato | Campionato | Coppe nazionali | Coppe nazionali | Coppe nazionali | Coppe continentali | Coppe continentali | Coppe continentali | Altre coppe | Altre coppe | Altre coppe | Totale | Totale | Totale |
| Stagione          | Squadra           | Comp              | Pres       | Reti       | Comp            | Pres            | Reti            | Comp               | Pres               | Reti               | Comp        | Pres        | Reti        | Pres   | Reti   |        |
| ----------------- | ----------------- | ----------------- | ---------- | ---------- | --------------- | --------------- | --------------- | ------------------ | ------------------ | ------------------ | ----------- | ----------- | ----------- | ------ | ------ | ------ |
| 2022-2023         | Ruch L'viv        | PL                | 8          | 0          | -               | -               | -               | -                  | -                  | -                  | -           | -           | -           | 8      | 0      |        |
| 2023-2024         | Ruch L'viv        | PL                | 30         | 8          | CU              | 2               | 1               | -                  | -                  | -                  | -           | -           | -           | 32     | 9      |        |
| 2024-gen. 2025    | Ruch L'viv        | PL                | 17         | 4          | CU              | 1               | 0               | -                  | -                  | -                  | -           | -           | -           | 18     | 4      |        |
| Totale Ruch L'viv | Totale Ruch L'viv | Totale Ruch L'viv | 55         | 12         |                 | 3               | 1               |                    | -                  | -                  |             | -           | -           | 58     | 13     |        |
| gen.-giu. 2025    | Karpaty           | PL                | 7          | 0          | CU              | 0               | 0               | -                  | -                  | -                  | -           | -           | -           | 7      | 0      |        |
| Totale carriera   | Totale carriera   | Totale carriera   | 62         | 12         |                 | 3               | 1               |                    | -                  | -                  |             | -           | -           | 65     | 13     |        |